# Mr. Jones (película de 2019)
Mr. Jones es una película histórica de 2019.
Dirigida por Agnieszka Holland, está protagonizada por James Norton, Vanessa Kirby, Peter Sarsgaard, Kenneth Cranham, Joseph Mawle y Celyn Jones.
Trata de la vida del periodista británico Gareth Jones, quien investigó las atrocidades de Stalin durante la colectivización forzada en Ucrania.
Esta película fue nominada al Oso de Oro en el 69.º Festival Internacional de Berlín.

## Reparto
- James Norton como Gareth Jones.
- Vanessa Kirby como Ada Brooks.
- Peter Sarsgaard como Walter Duranty.
- Kenneth Cranham como David Lloyd George.
- Joseph Mawle como George Orwell.
- Celyn Jones como Matthew.